# Obereopsis gracilicornis
Obereopsis gracilicornis là một loài bọ cánh cứng trong họ Cerambycidae.